# Legon Cities FC
El Legon Cities FC, prèviament Wa All Stars Football Club, és un club de futbol de la ciutat d'Accra (l'antic equip jugava a la ciutat de Wa), Ghana.
El desembre de 2019, el club fou venut i canvià de nom a Legon Cities FC.

## Palmarès
- Lliga ghanesa de futbol: [4]
  - 2016

|                                 |
| \| Uniforme del Wa All Stars \| |
| Uniforme del Wa All Stars       |